# 국립역사박물관 (알바니아)

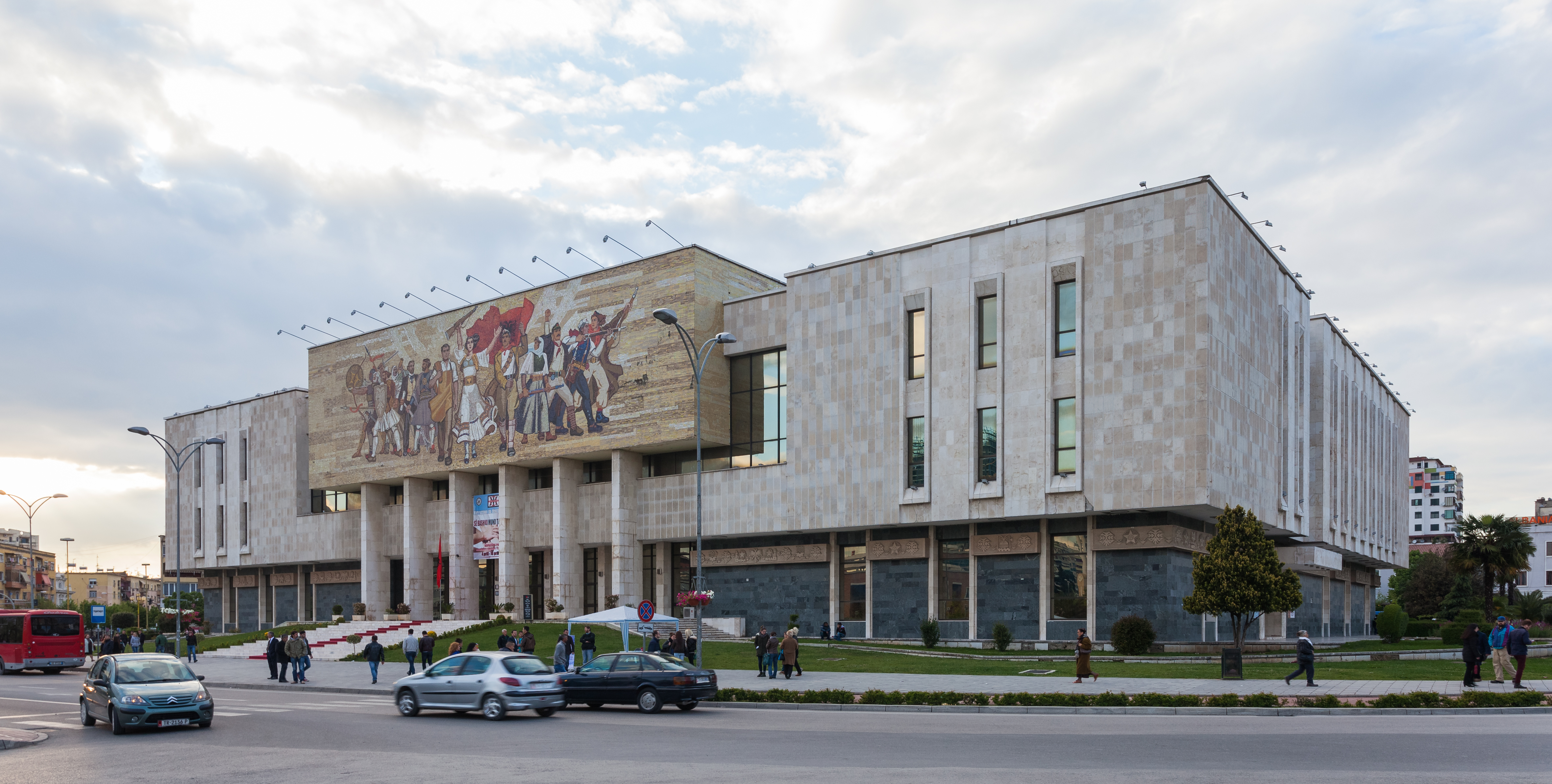
국립역사박물관

국립역사박물관(알바니아어: Muzeu Historik Kombëtar)은 알바니아 티라나에 위치한 박물관이다. 스칸데르베그 광장 인근 지역에 위치하고 있다.